# Tutti pazzi per Re Julien
Tutti pazzi per Re Julien (All Hail King Julien) è una serie animata statunitense. È un prequel e spin-off della serie di film Madagascar della DreamWorks Animation, e vede come protagonista il lemure Re Julien prima degli eventi del primo film. È la seconda serie televisiva spin-off basata sul franchise dopo I pinguini di Madagascar.
Negli USA la serie ha debuttato il 19 dicembre 2014 su Netflix e nel 2015 su Pop quando sono stati pubblicati i primi cinque episodi. La stagione 2 è stata pubblicata il 16 ottobre 2015 e la stagione 3 è stata mandata in onda nel 2017 su Pop, e la stagione 4 è stata rilasciata l'11 novembre 2016, per poi mandare in onda l'ultima censura su Netflix. La stagione "L'esilio" è stato pubblicato il 12 maggio 2017. La stagione 5 e ultima è stata pubblicata il 1º dicembre 2017, mentre in TV dal 4 maggio 2018 su Pop.
In Italia la serie è stata trasmessa in prima TV su DeA Kids, e poi in replica su Super! e successivamente anche su K2 (rete televisiva).

## Trama
Quando a Re Julien XII (noto anche come zio Re Julien), un lemure dalla coda ad anelli molto severo e codardo, viene predetto che sarà mangiato dai fossa, abdica il suo trono in favore di suo nipote, che diventa Re Julien XIII, un giovane lemure catta egoista, che ora ha un intero regno di lemuri da guidare da solo. Mentre lo zio Re Julien se ne è andato, il nuovo Re Julien incontra vari problemi in compagnia del suo consigliere Maurice (un aye-aye), il suo capo della sicurezza Clover (una femmina di lemure coronato), il dolce Mortino (un cucciolo di microcebo di Goodman) e Frank "il Dio del Cielo". Per tutto il tempo, il suo subdolo zio ritorna e cerca di liberarsi a suo nipote per reclamare il trono. A parte lo zio Re Julien e i fossa, Re Julien XIII si occupa di altre minacce come il fanaloka pazzo Karl, e Crimson, la sorella gemella di Clover.
Alla fine della quarta stagione, Re Julien viene detronizzato e costretto all'esilio da Koto, un indri, e dal suo esercito, ma sconfigge con successo Koto e riacquista il suo regno nella serie "In esilio". La quinta e ultima stagione si svolge dopo la morte di Koto; cattivi come Karl, Crimson e lo zio Re Julien decidono di abbandonare le loro vie malvagie e iniziare una nuova vita, altri, come Pam, muoiono. Tutto ciò porta all'arrivo dei quattro protagonisti del film originale in Madagascar, proprio mentre Clover lascia l'isola con il marito, Sage Moondancer, in luna di miele. Dopo che Clover e Sage lasciano l'isola via oceano, arriva sull'isola il leone Alex, collegandosi così al film Madagascar.

## Episodi
| Stagioni         | Episodi | Prima TV USA | Prima TV Italia |
| ---------------- | ------- | ------------ | --------------- |
| Prima stagione   | 10      | 2014-2015    | 2015            |
| Seconda stagione | 16      | 2015         | 2016            |
| Terza stagione   | 13      | 2016         | 2017            |
| Quarta stagione  | 13      | 2016         | 2017            |
| L'esilio         | 13      | 2017         | 2018            |
| Quinta stagione  | 13      | 2017         | 2018            |

## Personaggi

### Personaggi principali
- Re Julien XIII: un lemure katta. Precedentemente Principe Julien XIII. Reso re da suo zio, Re Julien XII, affinché si avverasse la profezia: il re dei lemuri sarebbe stato mangiato dai fossa. La sua prima prova si concluse orribilmente, con tutto il regno che fu catturato dai fossa. Julien affrontò i fossa e capì che essere re non è una cosa facile, ma Maurice lo incoraggiò con la musica, così il re fermò i suoi nemici e venne accettato dalla sua gente. Crede che la sua famiglia sia stata mandata a vivere in un'allegra fattoria, ma in realtà sono stati mangiati dai fossa.
- Maurice: un aye-aye. Ex custode di Julien quando era principe, attualmente consigliere reale e cugino del re. Con l'aiuto di Mortino e Clover, risolve sempre le situazioni provocate da re Julien. Nonostante la continua ignoranza del re, è il suo migliore amico.
- Mortino: un microcebo di Goodman e anch'esso cugino di Julien. È stranamente ossessionato dal re e dai suoi piedi (motivo del suo amore verso il re). Re Julien lo usa normalmente per testare se le cose funzionano o se il luogo è al sicuro (come quando ha lanciato Mortino in mezzo alle trappole per entrare nel rifugio di Karl). Maurice e Clover lo utilizzano talvolta per aiutarli a salvare il re e il regno dai pericoli del Madagascar.
- Clover: un lemure coronato. È la guardia del corpo di re Julien e dopo gli eventi del primo episodio e il comandante delle guardie. È il principale protettore di re Julien, dato che le altre guardie sono state divorate dai fossa. Nonostante il fatto che pensi che il nuovo re non sia intelligente, è estremamente fedele a lui ed è persino disposta a morire per il re. A differenza dello zio, Re Julien XIII la tratta con molto più rispetto. È ossessionata dall'ordine e dalle cose nuove, conosce quarantacinque modi per colpire un fossa con i suoi denti e sa fare i calcoli matematici in soli dieci secondi.

### Personaggi ricorrenti
- Principe Barty & Principessa Julienne: due lemuri katta genitori snob, ricchi, viziati di Julien sono molto egoisti. Apparentemente tutti avevano pensato che fossero deceduti e Maurice era sorpreso che fossero molto vivi. Di solito si preoccupano di sé stessi e la loro indennità annuale, non sono nemmeno preoccupati per il fatto che il loro figlio è scomparso e durante il loro debutto, dimenticano costantemente il suo nome insieme a Maurice. Il loro atteggiamento indifferente nei confronti della classe inferiore (e media) portò quasi Clover a attaccarli seriamente. Ma negli episodi successivi iniziarono a preoccuparsi che Re Julien andasse lontano per proteggerlo dai danni di essere stato attaccato nonostante il loro legame che alla fine lo lasciassero tornare alla loro lussuosa villa, ma non prima di salutare.
- Masikura: una femmina di camaleonte. La mistica della tribù dei lemuri, che appare dal nulla ogni volta che qualcuno la chiama. Attacca la sua lingua sulla fronte dei lemuri prevedendo il loro destino. Inizialmente, Re Julien XIII l'aveva rimpiazzata con la tecnologia; perciò decise di andare a vivere con Mortino nella sua casa, ma Mortino impazzì per il fatto che finalmente aveva una nuova coinquilina diventando ossessionato e insistente nei confronti di Masikura, obbligandola ad andarsene. Ma fortunatamente, il re si rese conto dei pericoli della tecnologia e la riassunse.
- Xixi: una femmina di tucano carenato. Molto affidabile nel dare notizie, ed è affidabile come amica nei confronti di Re Julien XIII, tiene sempre informati tutti i lemuri del regno sulle notizie attuali. Ha partecipato all'incoronazione di Re Julien XIII e anche alla sua festa d'incoronazione, persino al momento dell'invasione dei fossa.
- Timo: un tenrec scienziato nervoso e loquace che introduce Julien alla tecnologia moderna e spesso compare nella serie per usare i suoi dispositivi per aiutare il regno.
- Ted: è un apalemure dorato, ordinato, drammatico e ama le cose scintillanti. È il marito di Dorothy.
- Willie: un lemure rosso. Se il regno va nel panico, di solito è a causa di Willie. Willie è un lemure pauroso, timido, eccitato che più avanti nella serie mostra più del suo coraggio e la sua sicurezza.
- Horst: è un lemure dagli occhi azzurri solitario costantemente visto con una bevanda di cocco in mano. Apparentemente è sposato con una femmina di fossa di nome Mary-Ann, ma lei lo ha lasciato perché lei lo ha costantemente dominato per la loro mancanza di comunicazione. Quando tornò e fu domata, Horst cercò di tornare con lei, ma ancora una volta lei lo fece piangere a causa del suo russare. Nonostante ciò, vuole ancora tornare con i suoi fiori, cantare e scriverle una poesia.
- Pancho: come Clover è un lemure coronato. È un innocente eccesso di reazione con attitudine criminale a volte.
- Hector: un lemure bianconero, incredibilmente lunatico che secondo Maurice, odia tutti. È anche un po' strano, come ad esempio quando Clover chiede se non vuole vedere Re Julien per aiutarlo a risolvere i suoi problemi, le risponde che gli piacciono i suoi problemi. Secondo Maurice, ha una famiglia molto numerosa. Nonostante la sua amarezza, ammette che Re Julien sta facendo un lavoro migliore dei precedenti re, ma aggiunge che pensa che non sia un grande risultato visto che pensa che i precedenti re fossero molto più incompetenti di Julien. Hector è rimasto gravemente ferito in un incidente d'incendio causato da Re Julien. È apparentemente il più vecchio e conosce bene Re Julien il Terribile, ma si rifiuta di rivelare informazioni.
- Dorothy: una femmina di maki mongoz, molto dolce, ospitale e talvolta in preda al panico. Una volta organizzò una gita "Dai i tuoi dadi per la vittoria!" per sconfiggere Mega-Gecko (Episodio 9 - Una bugia grossa grossa). Ted è suo marito.
- Abner: è un lemure di Sanford, ribelle e pungente che, con la moglie alla guida, cerca ripetutamente di abbattere Re Julien.
- Becca: è una femmina di lemure dalla fronte bianca, ribelle, graziosa e astuta, è il capo non ufficiale del gruppo di due lemuri anti-Re Julien di Abner.
- Todd: è un cucciolo di lemure bruno, l'unico personaggio bambino presente nella serie TV. Si sforza di rendere felice sua madre, Tammy, essendo una concittadina che vuole vincere a tutti i costi.
- Tammy: è una femmina di lemure bruno e la madre di Todd. Lei usa spesso suo figlio per guadagno personale.
- Butterfish: è un maschio di lemure bruno e il padre di Todd. Per la maggior parte del tempo, non si preoccupa di nulla, compreso Todd, e deve sempre andare al lavoro.
- Rob McTodd: un sifaka di Coquerel. Era il miglior amico di Julien quando era principe. Quando il Club Umidità fu convertito in ospedale, fu nominata infermiera del Dottor S con il nome di Infermiera Phantom.
- Dottor S: l'unico dottore dell'isola e anche molto entusiasta. È noto per fare interventi chirurgici o qualsiasi tipo di cosa senza sapere esattamente come. Urla sempre "FUORI DALLA MIA GROTTA!!!".
- Sage, ballerino della luna / Babak: un possente maschio di indri appassionato di natura poetico che ha una corporatura robusta. Anche Clover sembra avere una piccola cotta per lui.
- Amelia: è lo scheletro di un pilota. Talvolta Julien parla con lei e probabilmente riceve consigli saggi e sostegno morale. Pensa anche che Amelia abbia una bella faccia (Episodio 2 - Tutti meno uno).

### Alleati stranieri
- Re Joey: un ratto gigante malgascio. Un re semplice, stupido, ma molto premuroso, che governa il Regno dei Ratti sin dalla sua fondazione. Lui e la sua gente sono noti per essere fan dei labirinti.
- Ambasciatore dei coccodrilli: un coccodrillo del Nilo, orgoglioso ed elegante. È anche conosciuto per essere sensibile e una volta piangeva quando veniva chiamato un piagnucolone.
- Principe Brodney: un aye-aye che era un normale cittadino comune, prima che il principe Barty e la principessa Julienne lo adottassero. Divenne il re del Madagascar per un momento, prima di sposare un cittadino comune e perdere il trono, mantenendo solo il titolo di principe.
- Stanislav: una scimmia spaziale russa che fu messa nello spazio durante uno dei programmi spaziali dell'Unione Sovietica, prima di finire in Madagascar. Stanislav parla il russo e un po' di inglese.
- Mary Ann: una femmina di fossa che è stata catturata in una delle trappole di Clover. Era un fossa selvaggio medio prima che Re Julien la catturasse e la emettesse in libertà. In seguito divenne il capo dei fossa, e stranamente è la moglie di Horst.

### Antagonisti
- Re Julien XII: il perfido zio di Re Julien XIII e suo predecessore. Un lemure katta, che ha governato proibendo al regno di divertirsi, imponendo il silenzio per evitare gli attacchi dei fossa. Quando Masikura gli confessa che "colui che detiene la corona di re sarà divorato dai fossa" rinuncia al suo ruolo per darlo al nipote Julien XIII, affinché non venga divorato.
- Karl: un maschio di fanaloka autoproclamatosi genio, ha sempre un grande piano per sconfiggere Re Julien. Ha sempre piani di riserva che lo salvano ogni volta che i suoi piani vengono fermati da Re Julien e la sua squadra.
- Chaunsey: uno scarafaggio, braccio destro di Karl. Aiuta sempre Karl a spiare il regno e segue sempre Karl, seduto sulla sua mano.
- Koto: l'ex re dei lemuri di montagna che regnava con un pugno di ferro, conquistando tutti gli altri regni che riesce a trovare. È il principale antagonista di Tutti pazzi per Re Julien: L'esilio.
- Crimson: la sorella gemella di Clover che voleva sposare Re Julien, anche se non gli piaceva dover stare con lei per sempre e ruppe con lei il giorno del loro matrimonio. Più tardi si allea con zio Re Julien.
- Re Julien il Terribile: un vecchio lemure dalla coda ad anelli che un tempo era il re dei lemuri. Durante il suo regno, fu intrappolato in una grotta con la sua coda bloccata sotto una roccia dalla sua gente. Più tardi fu liberato da Re Julien che non sapeva nulla di lui e cercò di prendere il sopravvento. Si fa chiamare Dottor Sugarfood.
- Magico Steve: un mago lemure dalla coda ad anelli che assomiglia esattamente a Re Julien. Ha un fascino per la magia e le illusioni e fa sempre spettacoli; molti lemuri lo hanno scambiato per Re Julien, con suo grande sgomento.
- Pam: una mangusta dalla coda ad anelli che ha cercato in diverse occasioni di spodestare Re Julien.

## Cast e doppiatori
| Personaggio    | Doppiatore originale     | Doppiatore italiano |
| -------------- | ------------------------ | ------------------- |
| Re Julien XIII | Danny Jacobs             | Ruggero Andreozzi   |
| Maurice        | Kevin Michael Richardson | Matteo Brusamonti   |
| Mortino        | Andy Richter             | Stefano Pozzi       |
| Clover         | India de Beaufort        | Katia Sorrentino    |

| Personaggio                           | Doppiatore originale                 | Doppiatore italiano                                   |
| ------------------------------------- | ------------------------------------ | ----------------------------------------------------- |
| Masikura                              | Debra Wilson                         | Maddalena Vadacca                                     |
| Xixi                                  | Betsy Sodaro                         | Beatrice Caggiula (1ª voce) Simona Biasetti (2ª voce) |
| Timo                                  | David Krumholtz                      | Diego Sabre                                           |
| Ted                                   | Andy Richter                         | Omar Maestroni                                        |
| Willie                                | Jeff Bennett                         | Federico Viola                                        |
| Horst                                 | Jeff Bennett                         | Luca Ghignone                                         |
| Pancho                                | Danny Jacobs                         | Tiziano Bertrand                                      |
| Hector                                | Jeff Bennett                         | Giorgio Melazzi                                       |
| Dorothy                               | Sarah Thyre                          | Tania De Domenico                                     |
| Abner                                 | Diedrich Bader                       | Pietro Ubaldi                                         |
| Becca                                 | Sarah Thyre                          | Jolanda Granato                                       |
| Todd                                  | Kevin Michael Richardson             | Davide Fumagalli                                      |
| Tammy                                 | Debra Wilson                         |                                                       |
| Butterfish                            | Kevin Michael Richardson             |                                                       |
| Rob McTodd                            | David Koechner                       | Alessandro D'Errico                                   |
| Doctor S                              | Jeff Bennett                         |                                                       |
| Principe Barty & Principessa Julienne | John Michael Higgins Anjelica Huston |                                                       |
| Sage, ballerino della luna / Babak    | Jeff Bennett                         | Claudio Moneta                                        |

| Personaggio                  | Doppiatore originale     | Doppiatore italiano |
| ---------------------------- | ------------------------ | ------------------- |
| Re Joey                      | Bill Fagerbakke          |                     |
| Ambasciatore dei coccodrilli | Kevin Michael Richardson |                     |
| Principe Brodney             | Rob Paulsen              |                     |
| Stanislav                    | Jeff Bennett             |                     |
| Mary Ann                     | Debra Wilson             |                     |

| Personaggio            | Doppiatore originale     | Doppiatore italiano      |
| ---------------------- | ------------------------ | ------------------------ |
| Zio Re Julien XII      | Henry Winkler            | Marco Balzarotti         |
| Karl                   | Dwight Schultz           | Stefano Albertini        |
| Chaunsey               | Kevin Michael Richardson | Kevin Michael Richardson |
| Koto                   | Maurice LaMarche         |                          |
| Crimson                | India de Beaufort        | Katia Sorrentino         |
| Re Julien il Terribile | Lance Henriksen          |                          |
| Magico Steve           | Jeff Bennett             |                          |
| Pam                    | Grey Griffin             | Ilaria Egitto            |

In questa serie Oreste Baldini, storico doppiatore del personaggio, non torna a doppiare Re Julien ed è sostituito da Ruggero Andreozzi. Anche Roberto Draghetti e Massimiliano Alto, doppiatori di Maurice e Mortino, vengono sostituiti rispettivamente da Matteo Brusamonti e Stefano Pozzi.

## Trasmissione

### Prima stagione
I primi 5 episodi della prima stagione sono stati trasmessi il 19 dicembre 2014. Gli ultimi 5 episodi della prima stagione sono stati trasmessi il 3 aprile 2015.
In Italia la serie viene trasmessa su DeaKids alle 20:00 a partire da sabato 5 settembre 2015 con un doppio episodio ogni sabato. È stato incaricato Francesco Facchinetti di cantare la sigla di Tutti pazzi per Re Julien, e inoltre di realizzare alcune clip ad hoc che hanno il compito di introdurre la serie e i suoi personaggi.

## Produzione
La serie è stata annunciata a marzo 2014 nell'ambito di un accordo tra Netflix e DreamWorks Animation, in base al quale lo studio svilupperà oltre 300 ore di programmazione esclusiva per il servizio. La serie è basata sui personaggi di Madagascar, ma è un prequel, ambientato prima degli eventi della serie cinematografica. Danny Jacobs, Andy Richter, Kevin Michael Richardson hanno ripreso i loro ruoli dalla precedente serie TV di Madagascar, mentre Henry Winkler, India de Beaufort e Betsy Sodaro si sono uniti al cast.

## Accoglienza
La serie ha ricevuto recensioni positive. Dopo la pubblicazione iniziale dei primi cinque episodi, Robert Lloyd del Los Angeles Times ha scritto nella sua recensione sulla serie "regge su argomenti di stile, sceneggiatura, tempismo e prestazioni, non sul numero di singoli capelli resi in una patch di pelliccia. Julien offre tutte le nozioni importanti."

## Premi e candidature
| Anno | Premio              | Categoria                                             | Candidati                                                                              | Risultato       |
| ---- | ------------------- | ----------------------------------------------------- | -------------------------------------------------------------------------------------- | --------------- |
| 2015 | Daytime Emmy Awards | Outstanding Children's Animated Program               | Bret Haaland, Mitch Watson, Randy Dormans, Nicholas Filippi, Chris Neuhahn e Katie Ely | Vincitore/trice |
| 2015 | Daytime Emmy Awards | Outstanding Performer in an Animated Program          | Danny Jacobs (come King Julien)                                                        | Vincitore/trice |
| 2015 | Daytime Emmy Awards | Outstanding Casting for an Animated Series or Special | Ania O'Hare                                                                            | Vincitore/trice |
| 2015 | Daytime Emmy Awards | Outstanding Directing in an Animated Program          | Christo Stamboliev                                                                     | Candidato/a     |
| 2015 | Daytime Emmy Awards | Outstanding Original Song — Main Title and Promo      | Will Fuller and Alex Geringas (per "Who's da King")                                    | Candidato/a     |